# ليز ميتشيل
ليز ميتشيل (بالإنجليزية: Liz Mitchell)‏ هي مغنية جامايكية، ولدت في 12 يوليو 1952 في أبرشية كلارندون في جامايكا.

## وصلات خارجية
- الموقع الرسمي
- ليز ميتشيل على موقع IMDb (الإنجليزية)
- ليز ميتشيل على موقع ميوزك برينز (الإنجليزية)
- ليز ميتشيل على موقع ديسكوغز (الإنجليزية)
- ليز ميتشيل على موقع قاعدة بيانات الفيلم (الإنجليزية)